# 京極為教
京極 為教（きょうごく ためのり）は、鎌倉時代中期の公卿・歌人。藤原北家御子左流、権大納言藤原為家の三男。京極家の祖。

## 生涯
『明月記』に見える為家邸（冷泉邸）で出生した男子が為教であるという。嘉禄元年（1225年）12月29日に元服し、暦仁元年（1238年）4月10日の除目で左兵衛佐となる。仁治3年（1243年）正月5日には従四位下、同年3月7日には右少将となる（翌日には転じて左少将。この年には後嵯峨天皇が践祚し、後嵯峨院政時代に近臣として公事勤務を行い、『経俊卿記』『葉黄記』などに宮中行事や行幸への参仕などの記事が散見している。建長3年（1251年）には中将に任ぜられる。
当時の歌壇では父為家に対抗する反御子左派が出現しており、為教は寛元元年（1243年）に為家が判者となり行われた河合社歌合ではじめて歌合に参加し、宝治元年（1247年）の院歌合では作者として参加している。建長3年（1251年）には為家撰の勅撰和歌集である『続後撰和歌集』に二首が初入集として入集し、『万代和歌集』など反御子左派の私撰集や、連歌専集である『菟玖波集』にも入集している。また、時期は不明であるが頓阿『井蛙抄』には、西園寺別邸の吉田泉殿で催された連歌会へ為家は為教を伴い伺候し、滝の音が耳障りであったところを為教が機転を効かせて滝を塞いだという逸話を記している。しかしながら、兄の為氏と比べて歌壇における地位は低く、『井蛙集』によれば和歌に関して兄弟の仲には不和があったといわれ、宗家との対抗意識は京極派を確立する次代の為兼期にも引き継がれている。
建長6年（1254年）には西園寺家の家司となって西園寺実氏に近侍し、西園寺家の家司別当三善雅衡の娘を室に迎える。正嘉2年（1258年）11月には蔵人頭に任ぜられるが、翌正嘉3年（1259年）7月には蔵人頭を辞して従三位・右兵衛督として公卿に列する。弘長2年（1262年）正月に正三位、文永5年（1268年）正月に従二位に昇叙。『弘安百首』では為兼とともに作者として参加している。

## 系譜
- 父：藤原為家
- 母：宇都宮頼綱の娘
- 妻：三善雅衡の娘
  - 男子：京極為兼（1254-1332）
- 生母不明
  - 女子：京極為子（権大納言典侍） - 花園天皇乳母、従二位